# みんかい
みんかいとは、介護付有料老人ホーム、住宅型有料老人ホーム、サービス付高齢者向け住宅などの民間で運営する高齢者施設を無料で相談・紹介する民間の第三者的な機関である。
運営主体は株式会社ASFON TRUST NETWORK。

## 社名の由来
「みんかい」の名称は、民間介護施設紹介センターからきている。
「ASFON」の名称は、以下頭文字をとって命名されている。
- Aspiration - 向上心・大志（向上心あふれる働き甲斐のある会社を目指しています）
- Faith - 信頼・信念（地域社会から信頼される企業[人材]を目指しています）
- Originality - 独創性（これまでにないオリジナリティあふれる商品・サービスを提供します）
- Need - 必要とされる（社会から必要とされる企業[人材]を目指しています）

## 沿革
- 1998年11月 - 当初別々の経営のもとにあった介護施設紹介事業を合わせ、民間介護施設紹介センターの屋号で事業を本格化。
- 2000年5月 - 渋谷区宮益坂から目黒区五本木に移転。
- 2001年
  - 11月 - 法人が承継され、商号が株式会社日本シルバーシステムとなる。
  - 12月 - 目黒区五本木から目黒区中根に移転。
- 2005年
  - 9月 - 株式会社みんかいに商号変更。
  - 11月 - 横浜相談室開設。
- 2007年9月 - 目黒区中根から品川区東五反田に移転。
- 2008年1月 - 埼玉相談室開設。
- 2009年
  - 9月 - 千葉相談室開設。横浜相談室を神奈川相談室に名称変更。
  - 11月 - 株式会社ASFONにより株式会社みんかいを買収。完全子会社化となる。

- 2010年
  - 7月 - これまで株式会社みんかいで行われてきた介護施設紹介事業を株式会社ASFONへ完全譲渡。民間介護施設紹介センター「みんかい」の屋号はそのまま継続。品川区五反田から目黒区下目黒へ移転。東京相談室を東京南相談室に名称変更。
  - 8月 - 東京北相談室開設。
  - 9月 - 株式会社ASFON TRUST NETWORKへ商号変更。
- 2013年
  - 6月 - 千葉相談室を市川から船橋に移転。
  - 8月 - 上野相談室、吉祥寺相談室開設。
- 2014年10月 - 大阪相談室開設。
- 2015年4月 - 札幌相談室開設。
- 2017年
  - 4月 - 福岡博多相談室開設。
  - 5月 - 名古屋相談室開設。
  - 8月 - 阿佐ヶ谷相談室開設。
  - 11月 - 東京南相談室を目黒相談室、東京北相談室を池袋相談室、神奈川相談室を東神奈川相談室、埼玉相談室を大宮相談室、千葉相談室を船橋相談室に名称変更。
- 2018年3月 - 御茶ノ水相談室開設。
- 2019年
  - 3月 - 八王子相談室開設。
  - 9月 - 渋谷相談室開設。
- 2021年7月 - さいたま北相談室開設。
- 2022年12月 - 北九州中間相談室開設。

## 相談拠点
- 目黒相談室（目黒区下目黒）
- 品川相談室（港区高輪）
- 池袋相談室（豊島区東池袋）
- 新宿相談室（新宿区新宿）
- 渋谷相談室（渋谷区鶯谷町）
- 御茶ノ水相談室（千代田区神田駿河台）
- 上野相談室（台東区上野）
- 阿佐ヶ谷相談室（杉並区阿佐谷南）
- 吉祥寺相談室（武蔵野市吉祥寺本町）
- 町田相談室（町田市森町）
- 八王子相談室（八王子市寺町）
- 新横浜相談室（横浜市港北区新横浜）
- 東神奈川相談室（横浜市神奈川区西神奈川）
- 横浜相談室（横浜市西区南幸）
- 藤沢相談室（藤沢市藤沢）
- あざみ野相談室（横浜市青葉区新石川）
- 大宮相談室（さいたま市大宮区）
- さいたま北相談室（さいたま市北区）
- 船橋相談室（船橋市本町）
- 大阪相談室（大阪市北区堂山町）
- 札幌相談室（札幌市中央区南4条）
- 福岡博多相談室（福岡市博多区博多駅南）
- 名古屋相談室（名古屋市東区葵）
- 北九州中間相談室（中間市上蓮花寺）